# Rivière Rouge (vattendrag i Kanada, Québec, lat 46,39, long -73,21)
Rivière Rouge är ett vattendrag i Kanada.   Det ligger i provinsen Québec, i den sydöstra delen av landet, 220 km nordost om huvudstaden Ottawa. Rivière Rouge ligger vid sjön Lac Blanc.
I omgivningarna runt Rivière Rouge växer i huvudsak blandskog. Runt Rivière Rouge är det glesbefolkat, med 15 invånare per kvadratkilometer.